# Emilio Pasanisi
Emilio Pasanisi (Roma, 21 gennaio 1908 – Roma, 19 febbraio 2000) è stato un avvocato e dirigente d'azienda italiano, direttore generale dell'Istituto Nazionale delle Assicurazioni (INA) dal 1966 al 1973.

## Biografia
Figlio di Mario - avvocato, consulente delle Assicurazioni Generali e uno dei fondatori della Cantina Sociale di Manduria -  e di Maria Pascale, Emilio Pasanisi discende da un'antica famiglia pugliese, greca-albanese di origine, trapiantata a Manduria intorno alla metà del secolo XIV. Dalla moglie Teresa Cerulli (figlia di magistrato e discendente da famiglia nobile di Boscoreale), ha sei figli. Suo cugino acquisito è Vittorio Badini Confalonieri, deputato del Partito Liberale Italiano e ministro.
Si laurea in Legge all'Università di Roma La Sapienza con una tesi in Diritto assicurativo e per molti anni lavora all'interno dell'ufficio legale delle Assicurazioni d'Italia, società collegata all'INA e di cui viene poi nominato direttore generale.

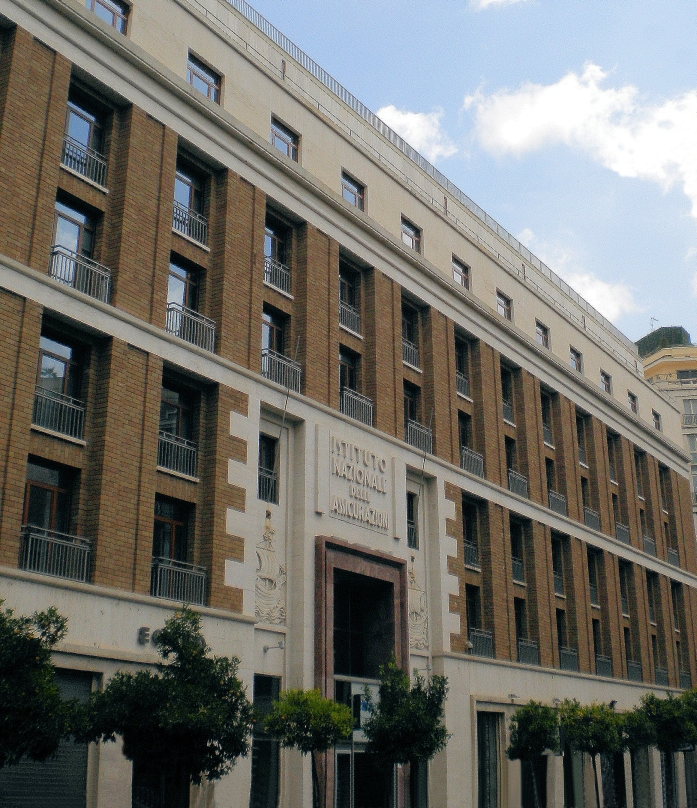
Roma, direzione generale INA in via Sallustiana

Partecipa al II e al III convegno ANIA (Associazione nazionale fra le imprese assicuratrici), organizzati a Perugia dal Centro internazionale magistrati Luca Severini. Al III convegno (12-14 settembre 1959) presenta la relazione: Noterelle sul problema del dolo dei dipendenti nell'assicurazione r. c. Diventa consigliere giuridico dell'ANIA.
Il 27 ottobre 1966, per decreto del Presidente della Repubblica e su proposta del ministro dell'Industria e Commercio è nominato direttore generale dell'Istituto Nazionale delle Assicurazioni (INA), dopo le volontarie dimissioni di Carlo Casali. Presenta il conto riassuntivo dell'Istituto Nazionale delle Assicurazioni, per l'esercizio finanziario 1966.
Nel 1969 risulta anche vice presidente delle Assicurazioni d'Italia e consigliere dell'Istituto per gli studi assicurativi.
16 febbraio 1973 è nominato consigliere della Corte dei Conti (Governo Andreotti II) e pertanto cessa dalla carica di direttore generale dell'INA. Gli succede nella carica Carlo Tomazzoli.
Per un periodo dirige il trimestrale Diritto e Pratica nell'Assicurazione.
Torna spesso a Manduria, nel palazzo paterno Pasanisi-Gaetani in via Ovidi, in particolare a settembre-ottobre, per la vendemmia.

## Scritti scelti
- Giuseppe Bufano, Emilio Pasanisi, Riassicurazione, Torino, Unione Tipografico-Editrice Torinese, 1939, SBN RMG0206214.
- Emilio Pasanisi, Aggravamento del rischio, Perugia, Grafica di Salvi e C., 1958, SBN SBL0492833.  II Convegno ANIA per la trattazione dei temi assicurativi, Perugia, 7-9 settembre 1958.
- Emilio Pasanisi, Costi e tariffe, in Disciplina legislativa del risarcimento del danno alle vittime della strada: atti del Convegno: documentazione, Collana: Le documentazioni dell'ISLE, n. 3, Milano, A. Giuffrè, 1964, SBN SBL0267787.
- (FR) Emilio Pasanisi, Considérations sur une question discutée: la subrogation en matière d’assurance, in Études offerts à André Besson, Paris, Libr. Générale de Droit et de Jurisprudence, 1976,  pp. 275-283.
- Emilio Pasanisi (a cura di), Numero speciale dedicato al Convegno dell'AIDA sezioni Friuli-Venezia Giulia e lombarda sul tema: Attività assicurativa, trattato di Roma e libertà di prestazione: 19-20 ottobre, Milano, A. Giuffrè, 1984, SBN PAR0677529.